# Mitski
Mitski Miyawaki, rozená Mitsuki Laycock (* 27. září 1990), známá především pod svým pseudonymem Mitski, je japonsko-americká zpěvačka a skladatelka. Během svého studia na Purchase College Newyorské státní univerzity vydala na vlastní náklady svá první dvě alba, Lush (2012) a Retired from Sad, New Career in Business (2013) jako studentské projekty. Po ukončení studia vydala své třetí album Bury me at Makeout Creek (2014). Dále následovalo album Puberty 2 (2016), které získalo řadu ocenění od hudebních kritiků, a Be the Cowboy (2018), jež se dočkalo velkého mezinárodního ohlasu a Mitski za něj dostala mnohá ocenění. Její šesté studiové album Laurel Hell vyšlo po téměř čtyřech letech v únoru 2022.
V roce 2022 ji The Guardian označil za „nejlepšího mladého skladatele“ ve Spojených státech. Její sedmé studiové album The Land Is Inhospitable and So Are We vyšlo v roce 2023. Singl „My Love Mine All Mine“ se stal její první písní, která se umístila v hitparádě Billboard Hot 100.

## Život a kariéra

### 1990–2012: Mládí
Mitski Miyawaki se narodila jako Mitsuki Laycock v Japonsku americkému otci a japonské matce. Když vyrůstala, rodina se kvůli otcově povolání často stěhovala. Mitski tak žila v Turecku, Číně, Malajsii, Japonsku, České republice (Jičín, Na Jihu) a Konžské demokratické republice. Nakonec se usadila ve Spojených státech. V osmnácti napsala svou první píseň.

### 2012–2017: Studium a začátky kariéry
Poté, co se Mitski zapsala na Hunter College ke studiu filmu, rozhodla se namísto filmu věnovat hudbě a přestoupila na hudební konzervatoř Purchase College Newyorské státní univerzity, kde studovala skladbu. V době studia nahrála a sama vydala své první dvě alba Lush (2012) a Retired from Sad, New Career in Business (2013), jako studentské projekty. Po dokončení školy působila krátkou dobu jako zpěvačka progresivně metalové kapely Voice Coils. Také a začala pracovat na svém třetím studiovém albu Bury Me at Makeout Creek, které vyšlo 11. listopadu 2014 pod vydavatelstvím Double Double Whammy. 7. dubna 2015 vyšla reedice alba se čtyřmi bonusovými skladbami prostřednictvím vydavatelství Don Giovanni Records. Album sklidilo uznání u kritiků. Komerčně album ovšem nebylo příliš úspěšné.
22. prosince 2015 podepsala Mitski smlouvu s vydavatelstvím Dead Oceans. 1. března 2016 oznámila že vydá své čtvrté studiové album, Puberty 2 a uveřejnila vedoucí singl „Your Best American Girl“. Také ještě před vydáním alba vydala další singl „Happy“. Album vyšlo 17. května 2016. Album získalo široký ohlas od hudebních kritiků. Rolling Stone prohlásil singl „Your Best American Girl“ za 13. nejlepší píseň desátých let dvacátého prvního století.
Dne 21. února 2017 se Mitski připojila ke kapele Pixies na jejich turné. 4. října 2017 zpěvačka Lorde oznámila, že Mitski se k ní připojí na některé termíny na jejím světovém turné Melodrama World Tour. 1. listopadu byl vydán krátký film s Mitski v hlavní roli s názvem Sitting.

### 2018–2022: Be the Cowboy a Laurel Hell
20. dubna 2018 se Mitski společně s kapelou Xiu Xiu podílela na písni „Between the Breaths“ která byla použita jako soundtrack k filmu Jak balit holky na mejdanech.
14. května 2018 Mitski zahájila předobjednávky pro své páté studiové album Be the Cowboy a vydala vedoucí singl „Geyser“ společně s jeho videoklipem. Druhý singl „Nobody“ a jeho videoklip byl vydán 26. června 2018. Třetí singl z alba „Two Slow Dancers“, byl vydán 9. srpna 2018. Album Be the Cowboy vyšlo 17. srpna pod vydavatelstvím Dead Oceans. 
V září 2019 na závěrečném vystoupení turné Be the Cowboy Tour v Central Parku Mitski oznámila, že to bude její poslední vystoupení na neurčito. Později promluvila o tom, jak plánovala s hudbou úplně skončit a „najít si jiný život“. Na začátku roku 2020 Mitski změnila názor a rozhodla se k hudbě vrátit.
Mitski vydala píseň „Cop Car“ v lednu 2020, původně zamýšlenou jako soundtrack k hororovému filmu Utažení. Podílela se na písni „Susie Save Your Love“ z alba Cape God od Allie X, které vyšlo v únoru 2020.
Mitski prostřednictvím sociálních sítí oznámila, že 5. října 2021 vydá singl „Working for the Knife“ který měl sloužit jako vedoucí singl k jejímu nadcházejícímu šestému studiovému albu. Pitchfork „Working for the Knife“ později označil jako sedmou nejlepší píseň roku 2021. Brzy po vydání písně Mitski oznámila své evropské a severoamerické turné konající se v roce 2022. Následně vydala singl „The Only Heartbreaker“ 9. listopadu 2021. Ve stejný den Mitski oznámila, že její šesté studiové album, nazvané Laurel Hell, bude vydáno těsně před zahájením jejího evropského a severoamerického turné, 4. února 2022. 7. prosince 2021 byl vydán třetí singl z alba „Heat Lightning“. 12. ledna 2022 následovalo vydání singlu „Love Me More“. 4. března 2022 bylo oznámeno, že Mitski bude jedna z účinkujících na hudebním festivalu Glastonbury.
Mitski se společně s Davidem Byrne a kapelou Son Lux objevila v písni „This Is a Life“ ze soundtracku k filmu Všechno, všude, najednou. Píseň byla nominována na Oscara za nejlepší filmovou píseň v roce 2023.

### 2023–současnost: The Land Is Inhospitable and So Are We
23. července 2023 Mitski oznámila své sedmé studiové album The Land Is Inhospitable and So Are We. První singl „Bug Like an Angel“ vyšel 26. července. Dva singly z alba, „Heaven“ a „Star“, byly vydány 23. srpna. Singl „My Love Mine All Mine“ a jeho doprovodné hudební video byly vydány společně s albem 15. září 2023. Píseň byla první od Mitski, která se umístila v americkém žebříčku Billboard Hot 100 a to na 76. místě.
Mitski později uveřejnila šest termínů koncertů, které se měly konat ve Spojeném království, Německu, Nizozemsku a Francii.
V listopadu 2023 bylo oznámeno, že Mitski bude pracovat na psaní textů a hudby pro Broadwayskou adaptaci románu Dámský Gambit z roku 1983.

## Diskografie
- Lush (2012)
- Retired from Sad, New Career in Business (2013)
- Bury me at Makeout Creek (2014)
- Puberty 2 (2016)
- Be the Cowboy (2018)
- Laurel Hell (2022)
- The Land Is Inhospitable and So Are We (2023)